# Englische Cricket-Nationalmannschaft in Indien in der Saison 2024/25
Die Tour der sri-lankischen Cricket-Nationalmannschaft nach Indien in der Saison 2024/25 fand vom 22. Januar bis zum 12. Februar 2025 statt. Die internationale Cricket-Tour war Bestandteil der Internationalen Cricket-Saison 2024/25 und umfasste drei ODIs und fünf Twenty20s. Indien gewann die Twenty20-Serie mit 4−1 und die ODI-Serie mit 3–0.

## Vorgeschichte
Indien spielte zuvor eine Tour in Australien, England eine ebensolche in Neuseeland. Das letzte Aufeinandertreffen der beiden Mannschaften bei einer Tour fand in der Saison 2023/24 in Indien statt.

## Stadien
Die folgenden Stadien wurden für die Tour als Austragungsort vorgesehen und am 20. Juni 2024 bekanntgegeben.
| Stadion                                | Stadt     | Kapazität | Spiele |
| -------------------------------------- | --------- | --------- | ------ |
| Sardar Patel Stadium                   | Ahmedabad | 54.000    | 3. ODI |
| M. A. Chidambaram Stadium              | Chennai   | 46.000    | 2. T20 |
| Barabati Stadium                       | Cuttack   | 45.000    | 2. ODI |
| Eden Gardens                           | Kolkata   | 82.000    | 1. T20 |
| Wankhede Stadium                       | Mumbai    | 33.000    | 5. T20 |
| Vidarbha Cricket Association Stadium   | Nagpur    | 45.000    | 1. ODI |
| Subrata Roy Sahara Stadium             | Pune      | 42.000    | 4. T20 |
| Saurashtra Cricket Association Stadium | Rajkot    | 28.000    | 3. T20 |

## Kaderlisten
England benannte seine Kader am 22. Dezember 2024.
Indien benannte seinen Twenty20-Kader am 11. Januar und seinen ODI-Kader am 15. Januar 2025.
| ODI | ODI | Twenty20 | Twenty20 |
| Indien | England | Indien | England |
| --- | --- | --- | --- |
| - Rohit Sharma (K) - Shubman Gill (VK) - Jasprit Bumrah - Shreyas Iyer - Ravindra Jadeja - Yashasvi Jaiswal - Virat Kohli - Hardik Pandya - Rishabh Pant (wk) - Axar Patel - KL Rahul (wk) - Harshit Rana - Arshdeep Singh - Mohammed Shami - Washington Sundar - Kuldeep Yadav | - Jos Buttler (K, wk) - Jofra Archer - Gus Atkinson - Jacob Bethell - Harry Brook - Brydon Carse - Ben Duckett - Jamie Overton - Jamie Smith (wk) - Liam Livingstone - Adil Rashid - Joe Root - Saqib Mahmood - Phil Salt (wk) - Mark Wood | - Suryakumar Yadav (K) - Axar Patel (VK) - Ravi Bishnoi - Varun Chakravarthy - Shivam Dube - Dhruv Jurel (wk) - Hardik Pandya - Harshit Rana - Nitish Kumar Reddy - Sanju Samson (wk) - Mohammed Shami - Abhishek Sharma - Arshdeep Singh - Ramandeep Singh - Rinku Singh - Washington Sundar - Tilak Varma | - Jos Buttler (K, wk) - Rehan Ahmed - Jofra Archer - Gus Atkinson - Jacob Bethell - Harry Brook - Brydon Carse - Ben Duckett - Jamie Overton - Jamie Smith (wk) - Liam Livingstone - Adil Rashid - Saqib Mahmood - Phil Salt (wk) - Mark Wood |

## Twenty20 Internationals

### Erstes Twenty20 in Kolkata
| 22. Januar Scorecard | Kolkata | England 132 (20)             | – | Indien 133-3 (12.5) |
|                      |         | Indien gewinnt mit 7 Wickets |   |                     |

Indien gewann den Münzwurf und entschied sich als Feldmannschaft zu beginnen. England verlor früh seine Eröffnungs-Batter, bevor Jos Buttler und Harry Brook eine Partnerschaft formten. Brook gelangen 17 Runs und als Jofra Archer ins Spiel kam, schied auch Butler nach einem Fifty über 68 Runs aus. Archer erzielte 12 Runs und kurz darauf endete das Innings mit einer Vorgabe von 133 Runs. Bester indischer Bowler war Varun Chakravarthy mit 3 Wickets für 23 Runs. Für Indien begannen Sanju Samson und Abhishek Sharma. Samson erreichte 26 Runs und wurde gefolgt durch Tilak Varma. Sharma verlor sein Wicket nach einem Fifty über 79 Runs, bevor Varma nach 19* Runs die Vorgabe im 13. Over einholte. Bester englischer Bowler war Jofra Archer mit 2 Wickets für 21 Runs. Als Spieler des Spiels wurde Varun Chakravarthy ausgezeichnet.

### Zweites Twenty20 in Chennai
| 25. Januar Scorecard | Chennai | England 165-9 (20)           | – | Indien 166-8 (19.2) |
|                      |         | Indien gewinnt mit 2 Wickets |   |                     |

Indien gewann den Münzwurf und entschied sich als Feldmannschaft zu beginnen. England verlor früh seine Eröffnungs-Batter, woraufhin Jos Buttler und Harry Brook eine Partnerschaft bildeten. Brook gelangen 13 Runs und wurde durch Liam Livingstone ersetzt. Buttler schied nach 45 Runs aus und wurde durch Jamie Smith gefolgt. Daraufhin schied Livingstone nach 13 und Smith nach 22 Runs aus. Die folgende Partnerschaft formten Brydon Carse und Jofra Archer. Carse erreichte 31 Runs und der hineinkommende Adil Rashid 10 Runs. Archer erzielte bis zum Ende des Innings 12* Runs und erhöhte so die Vorgabe auf 166 Runs. Beste indische Bowler waren Axar Patel mit 2 Wickets für 32 Runs und Varun Chakravarthy mit 2 Wickets für 38 Runs. Für Indien formte Eröffnungs-Batter Abhishek Sharma eine Partnerschaft zusammen mit dem dritten Schlagmann Tilak Varma. Sharma erreichte 12 Runs und der ihm folgende Suryakumar Yadav ebenfalls. Nachdem Washington Sundar 26 Runs beisteuern konnte, gelang es Varma im letzten Over nach einem Fifty über 72* Runs die Vorgabe einzuholen. Bester englischer Bowler war Brydon Carse mit 3 Wickets für 29 Runs. Als Spieler des Spiels wurde Tilak Varma ausgezeichnet.

### Drittes Twenty20 in Rajkot
| 28. Januar Scorecard | Rajkot | England 171-9 (20)          | – | Indien 145-9 (20) |
|                      |        | England gewinnt mit 26 Runs |   |                   |

Indien gewann den Münzwurf und entschied sich als Feldmannschaft zu beginnen. Für England formte Eröffnungs-Batter Ben Duckett eine Partnerschaft zusammen mit dem dritten Schlagmann Jos Buttler. Buttler erreichte 24 Runs und kurz darauf schied auch Durckett nach einem Fifty über 51 Runs aus. Daraufhin etablierte sich Liam Livingstone, der als Adil Rashid ins Spiel kam sein Wicket nach 43 Runs verlor. Rashid beendete dann mit Mark Wood das Innings mit einer Vorgabe von 172 Runs, wobei beide Schlagmänner je 10* Runs erzielten. Bester indischer Bowler war Varun Chakravarthy mit 5 Wickets für 24 Runs. Für Indien bildete Eröffnungs-Batter Abhishek Sharma eine Partnerschaft zusammen mit dem dritten Schlagmann Suryakumar Yadav. Sharma gelangen 24 Runs, woraufhin Tilak Varma aufs Spiel kam. Nachdem Yadav 14 Runs erzielt hatte und durch Hardik Pandya ersetzt wurde, verlor auch Varma sein Wicket nach 18 Runs. Der hineinkommende Axar Patel erreichte 15 Runs und Pandya schied nach 40 Runs aus, was nicht ausreichte um die Vorgabe einzuholen. Bester englischer Bowler war Jamie Overton mit 3 Wickets für 24 Runs. Als Spieler des Spiels wurde Varun Chakravarthy ausgezeichnet.

### Viertes Twenty20 in Pune
| 31. Januar Scorecard | Pune | Indien 181-9 (20)          | – | England 166 (19.4) |
|                      |      | Indien gewinnt mit 15 Runs |   |                    |

England gewann den Münzwurf und entschied sich als Feldmannschaft zu beginnen. Für Indien formte Eröffnungs-Batter Abhishek Sharma und der fünfte Schlagmann Rinku Singh eine Partnerschaft. Sharma erreichte 29 Runs und wurde gefolgt durch Shivam Dube. Singh gelangen 30 Runs und dem hineinkommenden Hardik Pandya erzielte ein Fifty über 53 Runs. Dube verlor mit dem letzten Ball sein Wicket nach ebenfalls 53 Runs, womit er die Vorgabe auf 182 Runs erhöhte. Vesrer englischer Bowler war Saqib Mahmood mit 3 Wickets für 35 Runs. Für England begannen die Eröffnungs-Batter Phil Salt und Ben Duckett. Duckett erreichte 39 Runs und Salt 23 Runs, bevor dem in Spiel kommenden Harry Brook ein Fifty über 51 Runs gelang. In der Folge bildete Jamie Overton daraufhin eine weitere Partnerschaft zusammen mit Adil Rashid. Overton schied nach 19 Runs aus, während Rashid das Innings nach 10* Runs beendete, was jedoch nicht ausreichte die Vorgabe einzuholen. Beste indische Bowler waren Ravi Bishnoi mit 3 Wickets für 28 Runs und Harshit Rana mit 3 Wickets für 33 Runs. Als Spieler des Spiels wurde Shivam Dube ausgezeichnet.

### Fünftes Twenty20 in Mumbai
| 2. Februar Scorecard | Mumbai | Indien 247-9 (20)           | – | England 97 (10.3) |
|                      |        | Indien gewinnt mit 150 Runs |   |                   |

England gewann den Münzwurf und entschied sich als Feldmannschaft zu beginnen. Für Indien formten die Eröffnungs-Batter Sanju Samson und Abhishek Sharma eine erste Partnerschaft. Samson erreichte 16 Runs, woraufhin Tilak Varma 24 und Shivam Dube 30 Runs erzielten. Als Axar Patel aufs Feld kam, schied Sharma nach einem Century über 135 Runs aus 54 Bällen aus. Patel schied nach 15 Runs im letzten Over des Innings aus, womit dieses mit einer Vorgabe von 248 Runs für England endete. Bester englischer Bowler war Brydon Carse mit 3 Wickets für 38 Runs. Für England etablierte sich Eröffnungs-Batter Phil Salt und als Jacob Bethell ins Spiel kam, schied er nach einem Fifty über 55 Runs aus. Bethell konnte daraufhin 10 Runs erreichen, jedoch konnte sich kein weiterer Batter etablieren, womit im elften Over das letzte Wicket fiel. Bester indischer Bowler war Mohammed Shami mit 3 Wickets für 25 Runs. Als Spieler des Spiels wurde Abhishek Sharma ausgezeichnet.

## One-Day Internationals

### Erstes ODI in Wellington
| 6. Februar Scorecard | Nagpur | England 248 (47.4)           | – | Indien 251-6 (38.4) |
|                      |        | Indien gewinnt mit 4 Wickets |   |                     |

England gewann den Münzwurf und entschied sich als Schlagmannschaft zu beginnen. Als Spieler des Spiels wurde Shubman Gill ausgezeichnet.

### Zweites ODI in Cuttack
| 9. Februar Scorecard | Cuttack | England 304 (49.5)           | – | Indien 308-6 (44.3) |
|                      |         | Indien gewinnt mit 4 Wickets |   |                     |

England gewann den Münzwurf und entschied sich als Schlagmannschaft zu beginnen. Als Spieler des Spiels wurde Rohit Sharma ausgezeichnet.

### Drittes ODI in Ahmedabad
| 12. Februar Scorecard | Ahmedabad | Indien 356 (50)             | – | England 214 (34.2) |
|                       |           | Indien gewinnt mit 142 Runs |   |                    |

England gewann den Münzwurf und entschied sich als Feldmannschaft zu beginnen. Als Spieler des Spiels wurde Shubman Gill ausgezeichnet.

## Auszeichnungen

### Player of the Series
Als Player of the Series wurden der folgende Spieler ausgezeichnet.
| Serie | Player of the Series |
| ----- | -------------------- |
| ODI   | Shubman Gill         |
| T20   | Varun Chakravarthy   |

### Player of the Match
Als Player of the Match wurden die folgenden Spielerinnen ausgezeichnet.
| Spiel  | Player of the Match |
| ------ | ------------------- |
| 1. ODI | Shubman Gill        |
| 2. ODI | Rohit Sharma        |
| 3. ODI | Shubman Gill        |
| 1. T20 | Varun Chakravarthy  |
| 2. T20 | Tilak Varma         |
| 3. T20 | Varun Chakravarthy  |
| 4. T20 | Shivam Dube         |
| 5. T20 | Abhishek Sharma     |